# طاوس دره‌سی
طاووس دره سی یک روستا در ایران است که در استان اردبیل و شهرستان گرمی واقع شده‌است،این روستاجاهای دیدنی زیادی دارد و دارای آب معروف داخل روستا با نام [شور شور] است که مردم از برخی شهر ها برای استفاده از آن آب به این روستا سفر میکنند.. طاووس دره سی 200 نفر جمعیت دارد.
برای آشنایی بیشتر با این روستا می توان به صفحه رسمی اینستاگرام آن مراجعه کرد 
لینک مستقیم در اینستا گرام
Instagram.com/tavossdarasi
محمدرضا صالح،ادمین وبلاگ روستای طاووس دره سی
اینستاگرام Instagram.com/mohammadreza.saleh84

## ادمین
https://instagram.com/tavossdarasi
https://instagram.com/mohammadreza.saleh84